# Obergasse 20 (Lang-Göns)

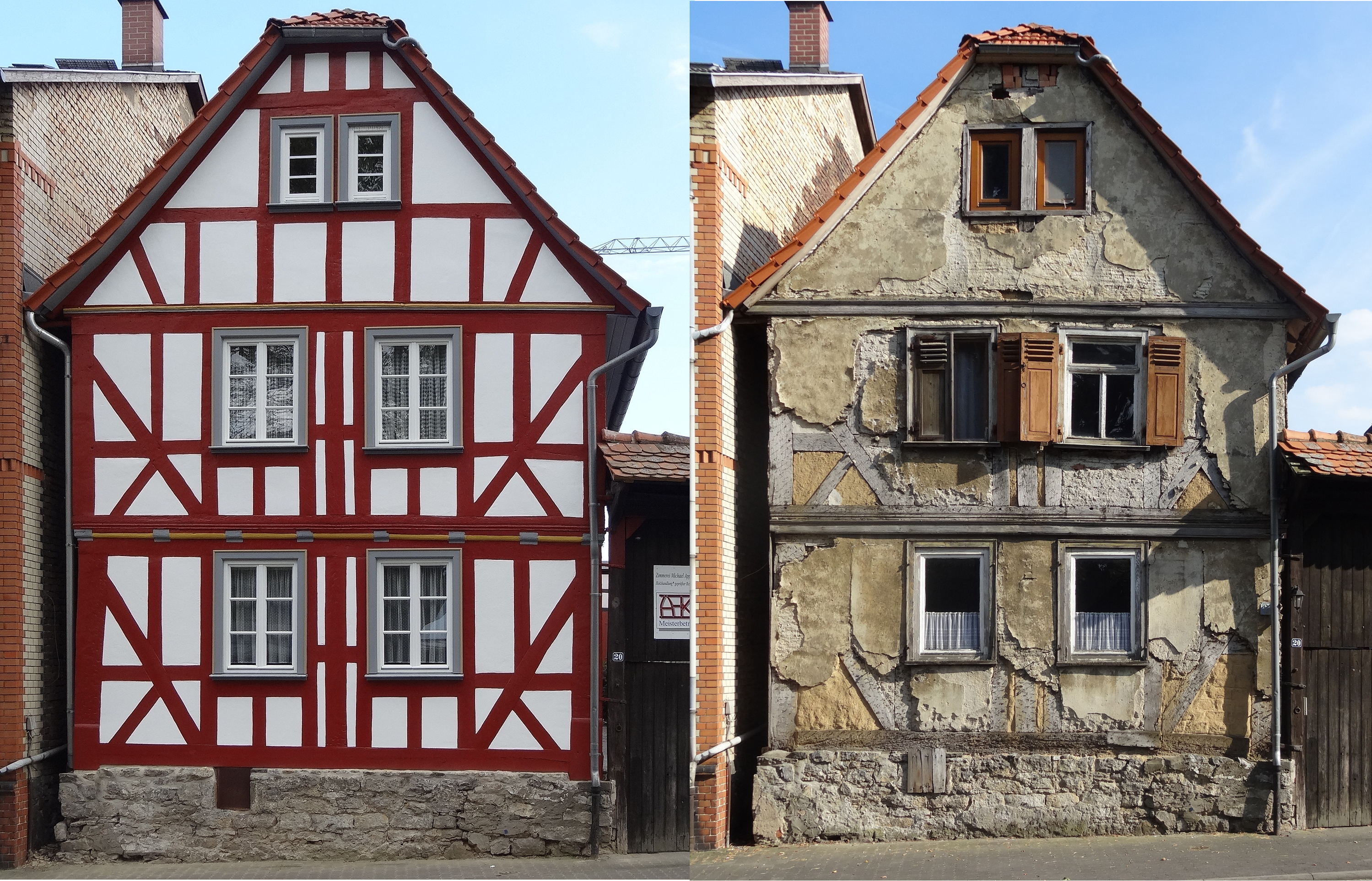
Obergasse 20, 2014 und vor der Renovierung 2013

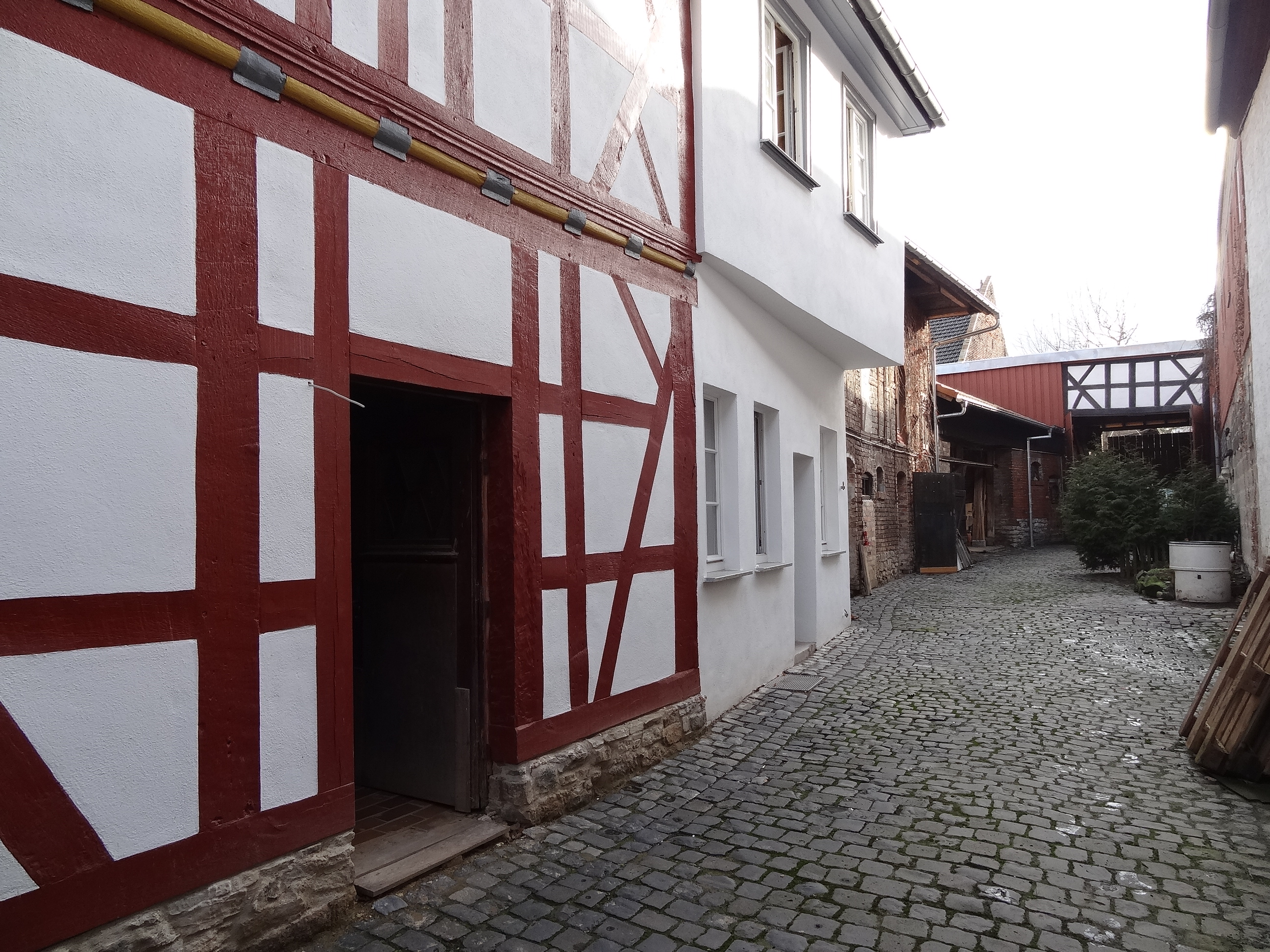
Tiefgehender Hof mit Nebengebäude, Stall und Scheune

Das Fachwerkwohnhaus Obergasse 20 in Lang-Göns, einem Ortsteil der Gemeinde Langgöns im Landkreis Gießen (Hessen), liegt an einer städtebaulich wichtigen Lage gegenüber der Jakobuskirche an der L3133. Giebelständig zur Straße gelegen, zeigt es in der Schwelle zum Obergeschoss eine Inschrift mit einer Datierung von 1811. Es ist aus städtebaulichen und geschichtlichen Gründen ein hessisches Kulturdenkmal. 2013 wurde das zuvor verputzte Haus, dessen Putz bröckelte, renoviert und das Fachwerk freigelegt.
Rechts an das Gebäude schließt sich ein jüngeres, geschosshohes und überdachtes, noch nicht saniertes Holztor an. Das zweistöckige Fachwerkhaus ruht auf einem Bruchsteinsockel und schließt mit einem Schopfwalmdach ab. Die Balken des Fachwerks sind in dunklem Rot gehalten, die Felder weiß. Obergeschoss und Giebel sind leicht auskragend. Die Balkenköpfe im Horizontalgebälk zwischen Erdgeschoss und Obergeschoss sind grau gefärbt, die Füllhölzer dazwischen gelb. Zwischen Obergeschoss und Giebel ist die Schwelle gesimsartig gelb und grau profiliert. Das achsensymmetrische Fachwerk stammt zum großen Teil aus der Erbauungszeit, wurde im Erdgeschoss jedoch 2013 massiv erneuert. Die Eckständer werden im Erd- und Obergeschoss mit dreiviertelhohen Streben stabilisiert, die von Riegeln, Fußstreben und Gegenstreben gehalten werden. Das Fachwerk der Traufseite zum Innenhof zeigt eine Mannfigur. Im Sockel an der leicht nach Südwesten ansteigenden Obergasse befindet sich eine kleine Öffnung zum Keller.
Die eng beieinander liegenden Fenster sind zweizonig angeordnet und sekundär vergrößert. Die weißen Fensterrahmen sind von grauen Gewänden umgeben. Noch vorhandene über 90 Jahre alte Fensterläden wurden 2013 entfernt. Unter dem Brüstungsriegel der beiden kleinen Fenster im Giebel befinden sich vier freie Gefache, unter den größeren Fenster im Erd- und Obergeschoss je zwei kleinere Felder. An der Traufseite Richtung Obergasse 18 sind drei alte Fenster mit einfacher Bleiverglasung erhalten.
Auch die von der Straße nicht sichtbaren Nebengebäude und die Scheune der tiefgehenden Hofreite sind Kulturdenkmäler. Über dem Scheunentor findet sich ebenfalls die Jahreszahl 1811.
Das Gebäude konnte am Tag des offenen Denkmals 2015 und 2016 besichtigt werden.